# Антонінський парк
Антоні́нський парк — парк-пам'ятка садово-паркового мистецтва загальнодержавного значення в Україні. Розташований у Хмельницькому районі Хмельницької області, у смт Антоніни.
Площа парку 13,5 га. Статус надано згідно з Постановою Ради Міністрів УРСР від 29.01.1960 року № 105. Перебуває у віданні Антонінської селищної ради.
В парку зростають: гіркокаштан звичайний, липа дрібнолиста, липа широколиста, клен звичайний, граб звичайний, гледичія колюча, клен татарський, туя західна, модрина японська, коркове дерево амурське, тис звичайний тощо.

## Історія парку
Парк створювався в другій половині XVIII століття тодішнім господарем садиби Ігнацієм Мальчевським на берегах річки Ікопоть. В 1760-х роках тодішня власниця села Барбара Санґушкова віддала Голодьки (трапляється також інша назва Холодки), так називались Антоніни у середині XVIII століття, у довготермінове користування регенту коронної канцелярії Ігнацію Мальчевському, який був одружений з її сестрою Антоніною. Ігнацій будує тут палац, а незабаром закладає парк, який з часом став одним із найкращих на Волині. Розкішну садибу Ігнацій Мальчевський назвав іменем своєї коханої дружини Антоніни. Ця назва згодом прижилася і до села.
Творцем парку в Антонінах був маловідомий ландшафтний архітектор Кайзер. В 1900 році парк займав понад 40 моргів (22,4 га). У ньому росло багато вікових лип, кленів, тополь, каштанів тощо. Привертали увагу декілька квітників. У шести теплицях та оранжереях росли рідкісні екзотичні рослини. Окремо була представлена велика колекція орхідей. Розширений і багатий на цінні екзотичні дерева, кущі, квіти Антонінський парк набуває великої слави. Ботанічна колекція другої половини 19 століття нараховувала понад 3500 найменувань. Про це сповіщали видані знаним садоводом Санґушків Вінцентом Зємковським у Києві та Варшаві торгові каталоги польською мовою: «Список рослин закладу садового в Антонінах під Острогом у Волинській губернії», (Київ, 1852); «Загальний список рослин, дерев струнких і фруктових, кущів, лікарських рослин, господарських, кухонних і технічних…з планом села і саду Антонін, записані 1856 року…» (Варшава, 1859).
Наступний етап у розвитку парку проводився у другій половині XIX століття графом Юзефом Потоцьким. За проектом архітектора Кайзера парк реконструювали у ландшафтному стилі. Було осушено найвологішу частину парку в долині річки Ікопоть, прокладено канали, містки, облаштовано і відкрито для прогулянок доріжно-стежкову мережу. Через канали і ставки було перекинуто легкі містки з дубовими та березовими перилами. В одному із ставків діяв фонтан, а дно, за переказами місцевих жителів, було вистелене дубовим паркетом. На ставках і каналах плавали білі лебеді, на галявинах вільно гуляли павичі та верблюди. У спеціальній загорожі перебували страуси, подаровані Паризьким акліматизаційним товариством. У західній частині парку, згідно європейської моди, було влаштовано фазанник, а в діброві-великий звіринець, де утримувались лані, козулі, зайці, призначені для осінніх полювань. У маєтку було кілька сотень коней та мисливських собак.
Дотепер у парку збереглася скульптура левиці з левеням. Її встановили на згадку про поїздку Юзефа Потоцького до Судану на африканське сафарі. Натхнений красою Антонінського парку Ігнацій Словацький публікує в Петербурзі свої поезії на 16 сторінках з цікавими приписами. На той час парк був витвором садово-паркового мистецтва. У 1901 році відвідавши Антоніни Стефан Бояновський писав: «…багатий англійський парк, старанно і фахово доглянутий…англійський шик, французька елегантність, голландська чистота».
В 1919 році було спалено палац і разом з цим закінчився належний і фаховий догляд за парком. Великої шкоди парку завдали роки Німецько-радянської війни. Загинуло багато рідкісних, цінних дерев, зокрема, найстаріше в Україні тюльпанове дерево.
В 1952 році парк засадили місцевими породами дерев: ясен звичайний, граб. Територія парку зменшилась з 22,4 га до 13,5 га.